# Churupo
En Venezuela, un churupo es una moneda metálica fuera de circulación que representaba una veinteava (1/20) parte de la moneda (5 céntimos) de un bolívar. Fue creada en 1896 y circuló hasta principio del siglo XXI.En el registro coloquial es usado en Venezuela para referirse al dinero en general.

## Naturaleza jurídica
El origen del churupo se remonta a la República de los Estados Unidos de Venezuela en el gobierno del presidente Antonio Guzmán Blanco, período en el cual se acuñó por primera vez la moneda de un (1) bolívar con el grabado del rostro de Simón Bolívar en su honor como libertador de este país, en función de lo establecido en Ley de la Moneda del 31 de marzo de 1879, las primeras monedas (churupos) de 5 céntimos de bolívar se acuñaron en 1896, con sucesivos acuñamientos motivados a la alta circulación nacional, teniendo cambios en su forma a raíz de la constitución de la República de Venezuela de 1961 ; así como a los cambios de Ley de la moneda, Ley del Banco Central de Venezuela.

## Curso legal
El curso legal de la moneda de 5 céntimos en Venezuela fue a partir de 1896 hasta el año 2001 cuando entra en circulación otras denominaciones, con el nombre de República Bolivariana de Venezuela quedando fuera de curso legal la moneda de 5 céntimos (churupo). Luego mediante la Ley de Reconversión de 2007, se le suprimen tres ceros a la moneda, la de 1.000 bolívares pasando a 1 bolívar y resurge la moneda de cinco céntimos. A partir del 20 de agosto de 2018 entra en vigencia otra reconversión monetaria, en la cual se eliminan 5 ceros a la moneda, donde 100.000 bolívares se convierten en un (1) bolívar y en consecuencia, surge otro cono monetario, excluyéndose la moneda de cinco (5) céntimos, aunque legalmente había desaparecido. Sin embargo, el término churupo permanece hasta el presente en el espíritu y el habla del pueblo venezolano.

## Contexto económico laboral
En el contexto económico como escenario de la vida de los trabajadores en Venezuela, se precisa la forma como los churupos era la expresión indicativa de dinero, en función del sustantivo poder adquisitivo que tuvo, se infiere de las tablas de salario mínimo nacional, solo en forma de análisis comparativo el que regía para el año 1955, tiempo en el cual el salario diario de un trabajador era de un (1) bolívar, es decir, un equivalente a 20 churupos, pues esta era una moneda muy fuerte, con lo cual el ciudadano podía comprar para satisfacer todas sus necesidades diarias y ahorrar.
.

## Contexto social
En el contexto social, el churupo ha sido objeto de consideración popular en la historia del país, quedando en el dialecto del venezolano por su uso continuo en el tiempo, destacándose como término para identificar el dinero a obtener por trabajo, negociaciones, herencia y otros medios de ingreso, registrado en el catálogo numismático de Venezuela. El churupo prevalece en la actualidad en diversas expresiones del venezolano destacándose en el lenguaje cotidiano plasmado en expresiones típicas tales como: “estoy esperando unos churupos”, “te pago cuando me caigan los churupos”, “con ese negocio creo que me quedan algunos churupos”, "tengo unos churupitos en el Norte"; contrariamente a otras monedas de mayor denominación, como la moneda de doce céntimos y medio de bolívar (locha) a la cual le seguía la moneda de veinticinco céntimos de bolívar (medio) que salieron del curso legal pero no quedaron como el churupo y como tal, es aceptado en el diccionario de la Real Academia Española.